# Maria Maxwald
Maria Maxwald FMA (* 1965 in Ohlsdorf, Oberösterreich) ist eine österreichische Ordensschwester und war von 2005 bis 2014 Provinzialoberin der Don-Bosco-Schwestern in Österreich.

## Leben
Maxwald wuchs mit vier Brüdern und einer Schwester in Obernathal in Ohlsdorf auf. Sie besuchte die Ohlsdorfer Volks- und Hauptschule, sowie anschließend die dreijährige Fachschule für wirtschaftliche Frauenberufe der Don-Bosco-Schwestern in Vöcklabruck. Sie absolvierte eine Ausbildung als Erzieherin und begann 1987 das Noviziat der Don-Bosco-Schwestern in Castelgandolfo. Nach ihrer Ersten Profess nahm sie die Möglichkeit wahr, die Matura nachzuholen. Des Weiteren absolvierte sie ein einjähriges Erzieherpraktikum und besuchte von 1993 bis 1999 an der Universität Innsbruck einen Lehramtsstudiengang in Religionspädagogik und Germanistik. Im Anschluss wurde sie als Erzieherin in Stams tätig, war pädagogische Referentin im Wiener Don-Bosco-Haus und Deutsch- und Religionslehrerin in den Don-Bosco-Schulen in Vöcklabruck. Im Jahr 2005 wurde sie Provinzialoberin der Don-Bosco-Schwestern Österreichs. 2011 wurde sie im Amt bestätigt. Sie blieb es bis am 25. März 2014 die neue österreichisch-deutsche Provinz offiziell gegründet wurde und sie infolgedessen von Maria Maul abgelöst wurde.
Maria Maxwalds Schwester Regina ist ebenfalls eine Don-Bosco-Schwester.